# Mauregat (roi des Asturies)
Mauregat des Asturies (mort en 788) est roi des Asturies de 783 à 788.

## Biographie
Il est le fils naturel d’Alphonse Ier le catholique et d’une maure.
À la mort de Silo, le trône semble acquis au fils de Fruela Ier, Alphonse, qui bénéficie de l'appui de sa tante Audesinde, femme de Silo. Mais Mauregat, soutenu par la noblesse en réponse à certains excès de Fruela Ier, oblige Alphonse à s’exiler du royaume et devient roi des Asturies. La tradition attribue à Mauregat le « Tribut des cent Vierges ». La légende veut qu’en obtenant l’aide puis la paix d'Abd al-Rahman Ier l’émir Cordoue, il ait dû lui verser ce tribut annuel en signe de vassalité et qui devait comprendre en réalité un certain  nombre d'esclaves.
Mais c’est la rivalité sur la doctrine adoptioniste qui marque le règne de Mauregat, provoquant l’intervention de Charlemagne, qui la condamne, de l’Archevêque de Tolède, Élipand qui la soutient, et du moine Beatus de Liébana qui en 785 rédige l'« Apologétique » en réponse au tolédan. L'une des conséquences de la condamnation des thèses du métropolitain est l'émancipation à la fin du VIIIe siècle du clergé du nord de la péninsule de la tutelle de l'archevêque de Tolède, « dhimmi » des musulmans.  
Mauregat meurt en 788 à Pravia où il  repose dans l'église Saint-Jean, il aurait épousé une femme nommée Cruesa; de ce mariage, serait né un fils, Hermenegildo.

## Source
- (es) Cet article est partiellement ou en totalité issu de l’article de Wikipédia en espagnol intitulé « Mauregato de Asturias » (voir la liste des auteurs).